# Eiskunstlauf-Europameisterschaften 1979
Die 71. Eiskunstlauf-Europameisterschaften fanden vom 30. Januar bis 4. Februar 1979 in Zagreb statt.

## Ergebnisse

### Herren
| Platz | Sportler                 | Land                   |
| ----- | ------------------------ | ---------------------- |
| 1     | Jan Hoffmann             | DDR                    |
| 2     | Wladimir Kowaljow        | Sowjetunion            |
| 3     | Robin Cousins            | Vereinigtes Königreich |
| 4     | Jean-Christophe Simond   | Frankreich             |
| 5     | Igor Bobrin              | Sowjetunion            |
| 6     | Konstantin Kokora        | Sowjetunion            |
| 7     | Hermann Schulz           | DDR                    |
| 8     | Mario Liebers            | DDR                    |
| 9     | Miroslav Šoška           | Tschechoslowakei       |
| 10    | László Vajda             | Ungarn                 |
| 11    | Norbert Schramm          | BR Deutschland         |
| 12    | Thomas Nieder            | BR Deutschland         |
| 13    | Helmut Kristofics-Binder | Österreich             |
| 14    | Grzegorz Głowania        | Polen                  |
| 15    | Christopher Howarth      | Vereinigtes Königreich |
| 16    | Michel Lotz              | Frankreich             |
| 17    | Jozef Sabovčík           | Tschechoslowakei       |
| 18    | Thomaz Öberg             | Schweden               |
| 19    | Matjaž Krušec            | Jugoslawien            |
| 20    | Antti Kontiola           | Finnland               |

### Damen
| Platz | Sportlerin               | Land                   |
| ----- | ------------------------ | ---------------------- |
| 1     | Anett Pötzsch            | DDR                    |
| 2     | Dagmar Lurz              | BR Deutschland         |
| 3     | Denise Biellmann         | Schweiz                |
| 4     | Kristiina Wegelius       | Finnland               |
| 5     | Carola Weißenberg        | DDR                    |
| 6     | Karin Riediger           | BR Deutschland         |
| 7     | Sanda Dubravčić          | Jugoslawien            |
| 8     | Susanna Driano           | Italien                |
| 9     | Deborah Cottrill         | Vereinigtes Königreich |
| 10    | Kira Iwanowa             | Sowjetunion            |
| 11    | Renata Baierová          | Tschechoslowakei       |
| 12    | Karena Richardson        | Vereinigtes Königreich |
| 13    | Susan Broman             | Finnland               |
| 14    | Katarina Witt            | DDR                    |
| 15    | Petra Ernert             | BR Deutschland         |
| 16    | Jeanne Chapman           | Norwegen               |
| 17    | Natalija Strelkowa       | Sowjetunion            |
| 18    | Sonja Stanek             | Österreich             |
| 19    | Anita Siegfried          | Schweiz                |
| 20    | Astrid Janesn in de Wal  | Niederlande            |
| 21    | Corine Wyrsch            | Schweiz                |
| 22    | Anne-Sophie de Kristoffy | Frankreich             |
| 23    | Franca Bianconi          | Italien                |
| 24    | Christina Svensson       | Schweden               |
| 25    | Genevieve Schoumacker    | Belgien                |
| 26    | Helena Chwila            | Polen                  |
| 27    | Heidi Bartelsen          | Dänemark               |
| 28    | Margarita Dimitrova      | Bulgarien              |
| 29    | Gloria Mas               | Spanien                |

### Paare
| Platz | Sportler                                | Land             |
| ----- | --------------------------------------- | ---------------- |
| 1     | Marina Tscherkassowa / Sergei Schachrai | Sowjetunion      |
| 2     | Irina Worobjowa / Igor Lissowski        | Sowjetunion      |
| 3     | Sabine Baeß / Tassilo Thierbach         | DDR              |
| 4     | Marina Pestowa / Stanislaw Leonowitsch  | Sowjetunion      |
| 5     | Kerstin Stolfig / Veit Kempe            | DDR              |
| 6     | Ingrid Spieglová / Alan Spiegl          | Tschechoslowakei |
| 7     | Kornelia Haufe / Kersten Bellmann       | DDR              |
| 8     | Christina Riegel / Andreas Nischwitz    | BR Deutschland   |
| 9     | Maria Jeżak / Lech Matuszewski          | Polen            |
| 10    | Christine Eicher / Paul Huber           | Schweiz          |

### Eistanz
| Platz | Sportler                                 | Land                   |
| ----- | ---------------------------------------- | ---------------------- |
| 1     | Natalja Linitschuk / Gennadi Karponossow | Sowjetunion            |
| 2     | Irina Moissejewa / Andrei Minenkow       | Sowjetunion            |
| 3     | Krisztina Regőczy / András Sallay        | Ungarn                 |
| 4     | Liliana Řeháková / Stanislav Drastich    | Tschechoslowakei       |
| 5     | Natalja Karamyschewa / Rostislaw Sinizin | Sowjetunion            |
| 6     | Jayne Torvill / Christopher Dean         | Vereinigtes Königreich |
| 7     | Susi Handschmann / Peter Handschmann     | Österreich             |
| 8     | Isabella Rizzi / Luigi Freroni           | Italien                |
| 9     | Henriette Fröschl / Christian Steiner    | BR Deutschland         |
| 10    | Anna Pisánská / Jiří Musil               | Tschechoslowakei       |
| 11    | Karen Barber / Nicholas Slater           | Vereinigtes Königreich |
| 12    | Halina Gordon / Jacek Tascher            | Polen                  |
| 13    | Martina Olivier / Yves Tarayre           | Frankreich             |
| 14    | Jindra Holá / Karol Foltán               | Tschechoslowakei       |
| 15    | Regula Lattmann / Hanspeter Müller       | Schweiz                |
| 16    | Gabriella Remport / Sandor Nagy          | Ungarn                 |
| 17    | Klaudia Koch / Peter Schubl              | Österreich             |